# Themaroides xanthosoma
Themaroides xanthosoma är en tvåvingeart som beskrevs av Hardy 1986. Themaroides xanthosoma ingår i släktet Themaroides och familjen borrflugor. Inga underarter finns listade i Catalogue of Life.